# Geophis lorancai
La culebra minera (Geophis lorancai) es una especie de reptil de la familia de serpientes Colubridae. 

## Clasificación y descripción
Es un miembro del género Geophis distinguido por la siguiente combinación de caracteres: ojo relativamente pequeño; supraocular sencillo y postocular presente en cada lado; quinta supralabial y parietal en contacto; escama mental y protectores de la barbilla anteriores en contacto; escamas dorsales lisas a través del cuerpo arregladas en 17 filas; ventrales 130 en hembras, y 125-130 en machos; subcaudales en machos 33-35; cuerpo dorsal y patrón de la cola consistiendo de bandas oscuras en un más claro, naranja-rojizo fondo; vientre naranja rojizo; 7 dientes maxilares.

## Distribución
Geophis lorancai es conocido de la sierra de Zongolica del oeste-centro de Veracruz y de la sierra de Quimixtlán en el adyacente este-centro de Puebla entre los 1210 y los 1700 m s. n. m.

## Hábitat
Todos los especímenes de G. lorancai fueron obtenidos entre octubre de 1996 y abril de 2013. G. lorancai fue encontrado bajo hojarasca o bajo troncos caídos.  En estas sierras, el terreno es irregular con numerosos cerros (algunos de ellos aislados), ascensos y descensos, y manantiales. El terreno muestra una inclinación general hacia la Planicie Costera del Golfo (De oeste a este). El área está cubierta con bosque de niebla y bosque de pino-encino. En ambas sierras, G. lorancai es simpátrica con G. semidoliatus, otra especie con bandas oscuras en un fondo rojo que pertenece al grupo. Las principales especies de árboles en la localidad tipo son: Liquidambar styraciflua, Quercus spp., Saurauia scabrida, Clethra mexicana, Lippia myriocephala, Heliocarpus appendiculatus, Magnolia mexicana, Carpinus carolineana y Ternstroemia sylvativa. El sotobosque está dominado por Psychotria galeottiana, Piper ssp., Phyllonoma laticuspis y Miconia spp. Especies encontradas en el estrato herbáceo son: Smilax spp., Selaginella spp., Begonia spp., Monstera deliciosa, Philodendron spp., Salvia spp. y Dhalia coccinea. Las epífitas de las familias de las bromelias y lasorquídeas son comunes y representadas por las siguientes especies: Tillandsia punctulata, T. multicaulis, Nidema boothii, Lycaste deppei y L. conso-brina.